# توپولف ام‌تی‌بی-۲
توپولف ام‌تی‌بی-۲ (به انگلیسی: Tupolev MTB-2) یک هواگرد ساختِ کارخانهٔ توپولف در کشور اتحاد جماهیر شوروی سوسیالیستی است. نخستین استفاده‌کنندهٔ این هواپیما اتحاد جماهیر شوروی سوسیالیستی بوده‌است. این هواگرد برای نخستین بار در ۱۹ آوریل ۱۹۳۷ میلادی مورد استفاده قرار گرفت.